# Stop Whispering
«Stop Whispering» — пісня англійського альтернативного рок-гурту Radiohead, що увійшла до їхнього дебютного альбому Pablo Honey (1993). Вона була випущена як сингл у США в жовтні 1993 року. Radiohead перезаписали її для синглу, оскільки були незадоволені альбомною версією.

## Запис
Radiohead записали кілька демо-версій «Stop Whispering», коли були ще не підписаним на лейбл гуртом в Абінгдоні, Оксфордшир. Одна з версій вразила власника іншої місцевої студії, Кріса Хаффорда, який став спів-менеджером Radiohead разом зі своїм партнером, Брайсом Еджем.
Radiohead записали «Stop Whispering» для свого дебютного альбому Pablo Honey (1993). За словами співпродюсера Пола Колдері, «Ми трохи попрацювали з нею. Це була досить розтягнута річ, і ми не були впевнені, наскільки довгою вона буде». Radiohead перезаписали «Stop Whispering» для американського синглу, оскільки були незадоволені альбомною версією. Гітарист Ед О'Браєн сказав, що нова версія була більш атмосферною, порівнюючи її з Joy Division.

## Трек-лист
| #  | Назва                          | Тривалість |
| -- | ------------------------------ | ---------- |
| 1. | «Stop Whispering (US version)» | 4:11       |
| 2. | «Creep (acoustic)»             | 4:19       |
| 3. | «Pop Is Dead»                  | 2:12       |
| 4. | «Inside My Head (live)»        | 2:58       |

## Персоналії
Radiohead
- Том Йорк — вокал, гітара
- Колін Ґрінвуд — бас-гітара
- Джонні Ґрінвуд — гітара, орган
- Ед О'Браєн — гітара, бек-вокал
- Філ Селвей — барабани